# Peninnis Head
Peninnis Head är en udde i Storbritannien.   Den ligger i Scillyöarna och riksdelen England, i den södra delen av landet, 500 km väster om huvudstaden London. Peninnis Head ligger på ön Saint Mary's.
Terrängen inåt land är platt.